# Héruka

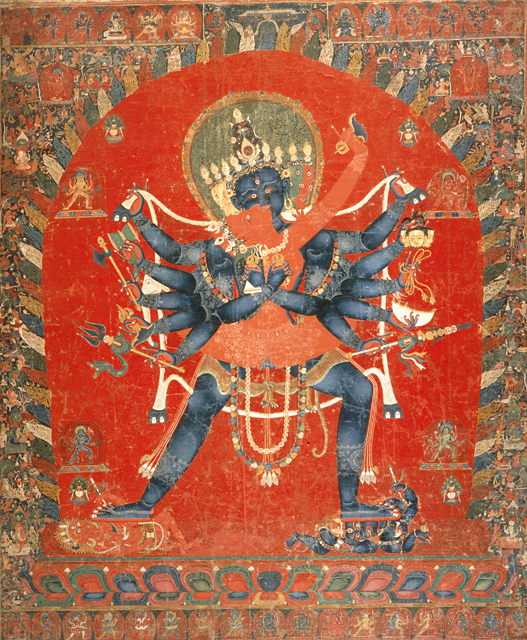
Le heruka Chakrasamvara et sa parèdre Vajravarahi

Heruka ou Hérouka (sanskrit), en tibétain khrag 'thung, « buveur de sang », désigne une sorte de déité masculine courroucée ou semi courroucée du vajrayana, importante dans la pratique des yogas supérieurs (mahayoga du courant nyingmapa et anuttara yoga des courants sarmapa). Les herukas sont des émanations de bouddhas et comme telles incarnent l’union de la compassion et des moyens habiles. Ils assistent le pratiquant dans son chemin vers l’éveil ; leur aspect effrayant et agressif représente la destruction des obstacles. Ils sont le plus souvent représentés avec plusieurs têtes, bras et jambes, en union yab-yum avec leur dakini-parèdre. 
Il existe de nombreux herukas. Cakrasamvara et Hevajra sont particulièrement importants dans le courant sarmapa. Le courant nyingmapa connaît huit herukas dont les sadhanas (kagyé ou bka’ brgyad, « huit transmissions ») ont été transmises à Padmasambhava par huit sages indiens, les vidyadharas (tib.rigdzin) : 
- Manjushrimitra transmit le sadhana de Yamantaka (tib. Jampal Shinje, ’jam dpal sku) émanation de Manjushri, déité du corps (ku) ; il est similaire à Vajrabhairava (tib. Jikché) plus connu chez les gelugpas.
- Nagarjuna transmit le sadhana d’Hayagriva (tib. Pema Sung, padma gsung) émanation d’Avalokiteshvara, déité de la parole (sung).
- Vajrahumkara transmit le sadhana de Vishuddha ou Sri Samyak (tib. Yangdak Thuk, yang dag thugs) émanation de Vajrapani / Vajrasattva, déité de l’esprit (tuk) ; il est similaire à Chakrasamvara (tib. Demchok).
- Vimalamitra transmit le sadhana de Vajramrita (tib. Dudtsi Yonten, bdud rtsi yon tan) émanation de Samantabhadra, déité des qualités éclairées (yönten).
- Prabhahasti transmit le sadhana de Vajrakilaya / Vajrakumara (tib. Dorje Phurba, phur ba ‘phrin las) émanation de Sarvanivarana-Vishkambhin, déité de l’action (trinlé).
- Dhanasamskrita transmit le sadhana de Matarah (tib. Mamo Botong, ma mo rbod gtong) émanation d’Akasagarbha, déité mi-mondaine sans sexe défini.
- Shintamgarbha transmit le sadhana de Lokastotrapuja-natha (tib. Jigten Chotod, ’jig rten mchod bstod) émanation de Ksitigarbha, déité mondaine des offrandes et des louanges.
- Guhyachandra transmit le sadhana de Vajramantrabhiru (tib. Mopa Dragnak, mod pa drag sngags) émanation de Maitreya, déité mondaine des mantras[2]